# Allison Buttress
Allison Buttress ist ein 2060 m hoher Grat auf der Insel Heard im südlichen Indischen Ozean. Er ragt auf der Westseite des Big Ben auf und trennt den Allison- vom Abbotsmith-Gletscher.
Benannt ist er nach Robert W. Allison, Mediziner bei der 1949 durchgeführten Kampagne der Australian National Antarctic Research Expeditions zur Insel Heard.